# Fernando Ortiz Fernández
Fernando Ortiz Fernández (* 16. Juli 1881 in Havanna; † 10. April 1969 ebenda) war ein kubanischer Wissenschaftler, Politiker und Jurist. Er gilt als Begründer der kubanischen Anthropologie und Musikethnologie. In dieser Funktion war er der Lehrmeister einer ganzen Generation von modernen kubanischen Anthropologen. Er machte sich außerdem einen Namen als Verfasser kriminologischer und historiographischer Schriften.

## Leben
Fernando Ortiz, oder einfach Don Fernando, wurde in Havanna geboren und verbrachte seine Kindheit in Menorca in Spanien. 1895 kehrte er nach Havanna zurück, wo er ein Jurastudium begann. Er beendete das Studium in Barcelona in Spanien und erwarb in Madrid den Doktorgrad.
Ortiz trat in den Diplomatischen Dienst ein und war Konsul in A Coruña, Genf und Marseille. 1906 wurde er Anwalt beim kubanischen Rechnungshof, 1908 Professor der Rechte in Havanna, wo er Öffentliches Recht, Politische Ökonomie und Verfassungsrecht lehrte. 1914 war er Mitbegründer der kubanischen Volksuniversität. Von 1917 an war er zehn Jahre lang Abgeordneter im kubanischen Parlament für die Liberale Partei. 1931 musste Fernando Ortiz Exil in den USA suchen, weil er sich in einem Manifest gegen den kubanischen Diktator Gerardo Machado gewandt hatte. 1933, nach dem Sturz Machados, kehrte er wieder nach Kuba zurück. 1949 war er Gründungspräsident der kubanischen Friedensbewegung.
Ortiz führte in den 1940er Jahren den Begriff der Transkulturalität in die Diskussion ein.

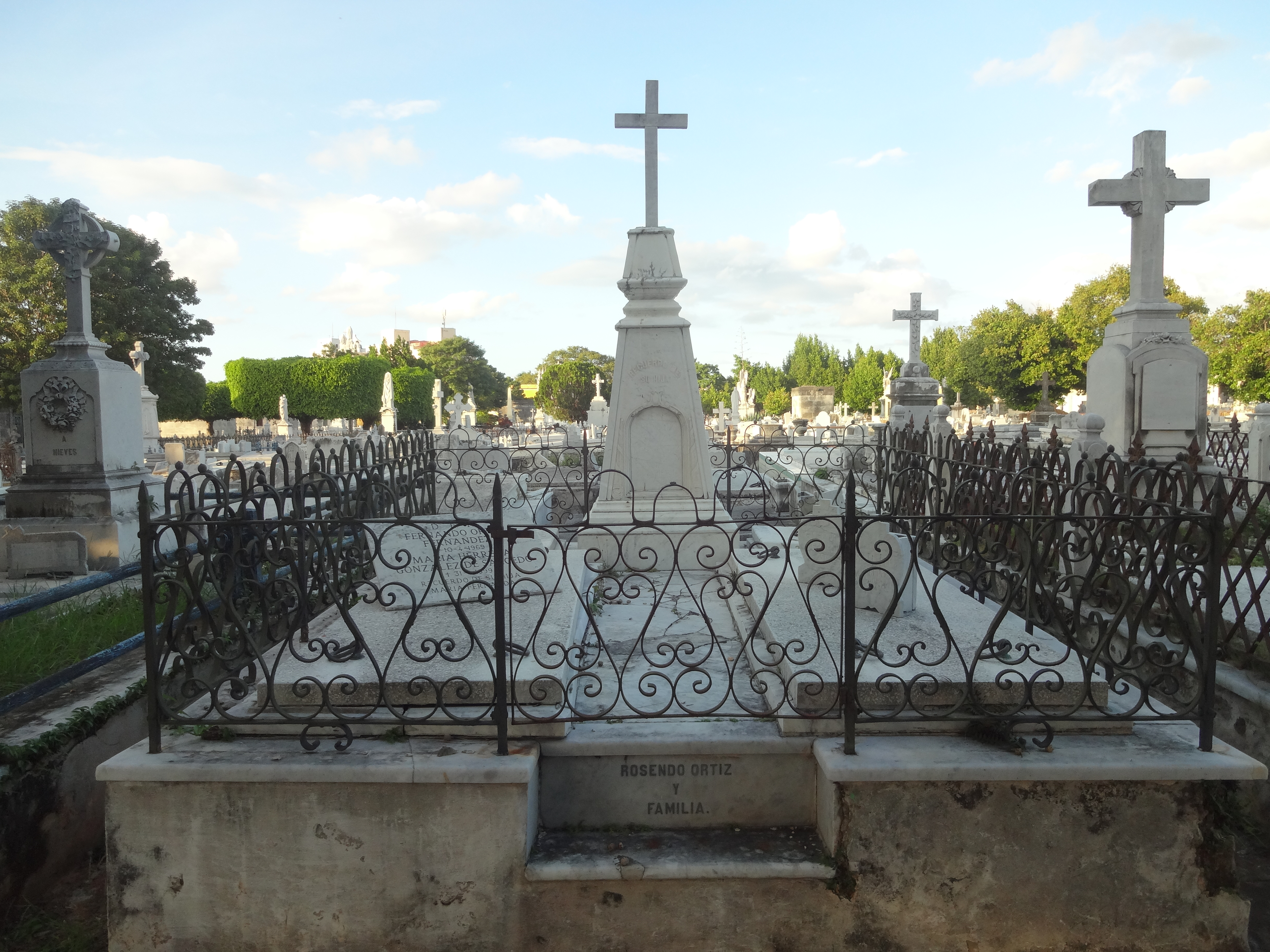
Grabstätte

Wegen seiner bahnbrechenden Forschungen zur afrokubanischen Mythologie und zu den afrokubanischen Ritualen wird Fernando Ortiz auch „Dritter Entdecker Kubas“ (nach Christoph Kolumbus und Alexander von Humboldt) genannt. Er ist auf dem Cementerio Cristóbal Colón in Havanna bestattet.
Einer seiner Schüler war der kubanische Anthropologe und Schriftsteller Miguel Barnet, der heute die Stiftung Fernando Ortiz leitet.

## Werke
Mitbegründer der:
- Revista Bimestre Cubana (Kubanische Zweimonatszeitschrift)[1]
- Archivos del Folklore Cubano (Archiv für Kubanische Folklore, La Habana 1924–1930)
- Estudios Afrocubanos (Afrokubanische Studien, La Habana, 1937–1940 und 1945–1946)

- La hampa afrocubana: Los negros brujos (Die afrokubanische Unterwelt: Die schwarzen Hexer, 1902)
- Las rebeliones de los afro-cubanos (Afrokubanische Rebellionen, 1910)
- La reconquista de América: Reflexiones sobre el panhispanismo (Die Rückeroberung Amerikas: Überlegungen zum Panhispanismus, Paris 1910)
- Entre cubanos: psicologia tropical (Unter Kubanern: Tropische Psychologie, 1913) Digitalisat
- Hampa afro-cubana: Los negros esclavos (Die afrokubanische Unterwelt: Die schwarzen Sklaven, 1916)
- La fiesta afrocubana del 'Dia de Reyes' (Das afrokubanische Fest 'Tag der Könige', 1920)
- Historia de la arqueologia indocubana  (Geschichte der indokubanischen Archäologie, 1922)
- Glosario de afronegrismos (Schwarzafrikanisches Glossar, 1924)
- Glosario de Cubanismos (Glossar der Kubanismen, 1924)
- Contrapunteo cubano del tabaco y el azúcar  (Kuba: Kontrapunkt des Tabaks und des Zuckers, 1940)
- Marti y las razas (Martí und die Rassenfrage, 1942)
- Las cuatro culturas indias de Cuba  (Die vier indianischen Kulturen Kubas, 1943)
- El engaño de las razas (Der Rassenbetrug, 1945)
- El huracán, su mitologia y sus símboles  (Der Hurrikan, seine Mythologie und Symbole, 1950)
- Los Bailes y el teatro de los negros en el folklore de Cuba (Tänze und Theater der Schwarzen in der kubanischen Folklore, 1951)
- La africania de la música afrocubana (Das Afrikanische in der afrokubanischen Musik, 1955)
- Los instrumentos de la música afrocubana (Die Instrumente der afrokubanischen Musik, 1955)
- Historia de una pelea cubana contra los demonios  (Geschichte eines kubanischen Kampfes gegen die Dämonen, 1959)

Nach seinem Tode erschienen:
- Bio-bibliografia de Fernando Ortiz (Bio-Bibliographie des Fernando Ortíz, 1973)
- Los negros curros (Schwarze Dandies, 1986)

## Verfilmungen
- 1971: Eine kubanische Schlacht gegen die Dämonen (Una pelea cubana contra los demonios) – Regie: Tomás Gutiérrez Alea